# Freddy Bompanze
 Freddy Bompanze Engombe  (né à Losenge le 9 juin en 1960) est un homme politique de la République démocratique du Congo et député national, élu de la circonscription de Ingende dans la province de la Équateur,,,.

## Biographie
Freddy Bompanze est né à Losenge le 9 juin 1960, élu député national dans la circonscription électorale de Ingende dans la province de Équateur, il est membre de regroupement politique AFDC-A.